# Port Arthur, Texas
Port Arthur är en stad i Jefferson County i delstaten Texas, USA med 57 755 invånare (2000).

## Kända personer från Port Arthur
- Amy Acuff, höjdhoppare
- Brian Babin, politiker
- Janis Joplin, sångare
- Evelyn Keyes, skådespelare
- Pimp C, rappare och hiphopproducent
- Bun B, rappare och hiphopproducent
- Robert Rauschenberg, konstnär
- Babe Zaharias, friidrottare och golfspelare